# Lili Marleen

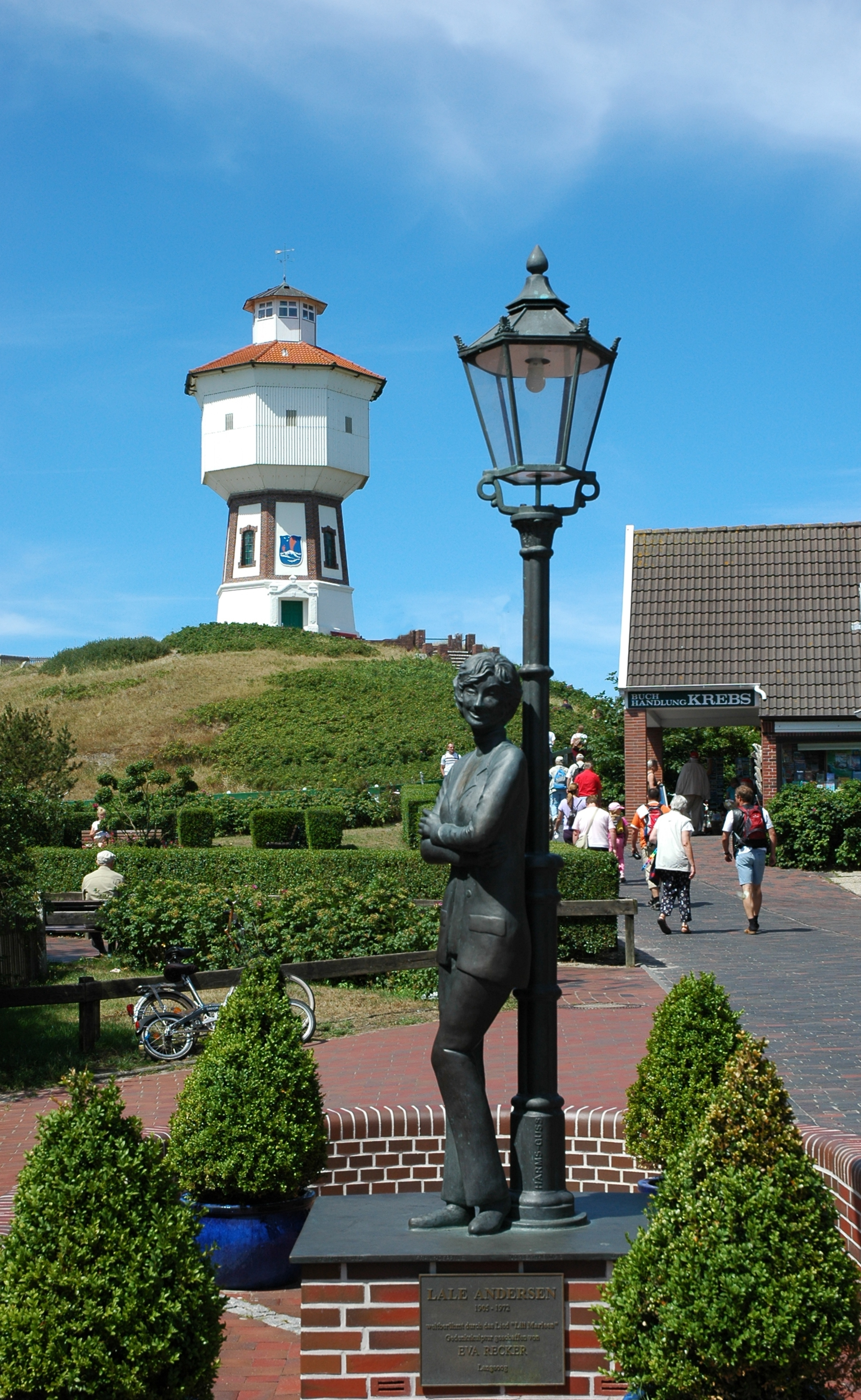
Escultura de homenaje a Lili Marleen y Lale Andersen en Langeoog, Alemania.

Lili Marleen es una famosa canción alemana, cuya música fue compuesta en 1937 por el compositor Norbert Schultze sobre un poema que un soldado llamado Hans Leip había escrito en 1915, durante la Primera Guerra Mundial. La canción, estrenada en 1939 por Lale Andersen, adquirió muchísima popularidad durante la Segunda Guerra Mundial y fue traducida a un gran número de idiomas, transformándose según los países en marcha militar, canción deportiva militar o simplemente cántico de cuartel. Rainer Werner Fassbinder dirigió la película Lili Marleen (1981) sobre la historia de la cantante, basada en su autobiografía. Es la canción más famosa relacionada con la Segunda Guerra Mundial . Sin embargo, su origen se encuentra en la gran conflagración anterior, ya que fue un poema escrito por un soldado alemán llamado Hans Leip en 1915, que en el frente recordaba la imagen de su novia Lili mientras ambos se despedían a la luz de una farola junto al cuartel

## Historia

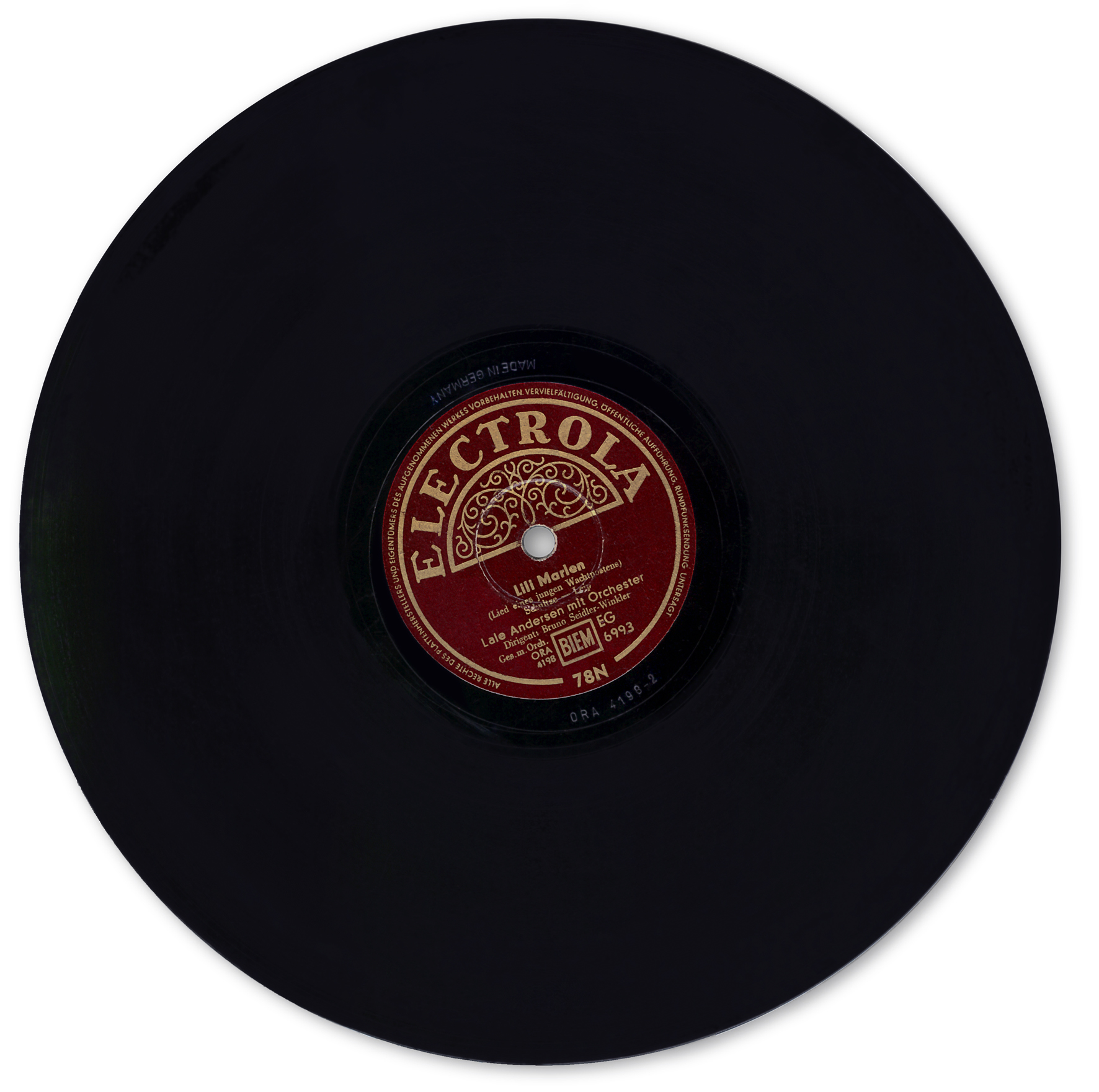
Uno de los primeros lanzamientos de la grabación original de «Lili Marleen» de Lale Andersen, realizada el 2 de agosto de 1939 en el estudio Electrola de Berlín. Durante la guerra aparecieron diversas variantes de la etiqueta. En las más antiguas, aún se muestra que el título original de la canción era «Lied eines jungen Wachtpostens».

El soldado alemán Hans Leip, tras ser destinado durante la Primera Guerra Mundial al frente ruso, compuso una poesía en la que recordaba a su novia, Lilí, hija de un tendero de ultramarinos de su ciudad natal, y en la que narraba cómo se despedían ambos bajo una farola junto al portalón del cuartel. Según unos la segunda parte del nombre la tomó del de la novia de un amigo, mientras que según otros era el nombre de una joven enfermera que habría conocido en su puesto de centinela.
Los poemas de Leip fueron publicados en una colección en 1937 y llamaron la atención del compositor Norbert Schultze (Brunswick, 1911-17 de octubre de 2002), ya por entonces un reconocido autor cuyas composiciones habían tenido una gran acogida por parte de la crítica y el público alemanes. El poema de Leip se titulaba Das Lied eines jungen Soldaten auf der Wacht ('La canción de un joven soldado de guardia'), y Schultze le puso música ese mismo año con el nombre Das Mädchen unter der Laterne ('La chica bajo la farola') y no con el que ha pasado a la historia.
La canción fue estrenada al año siguiente, interpretada, aunque en un principio se negó a ello, por la famosa cantante Lale Andersen pero al principio no tuvo éxito, vendiéndose apenas 700 ejemplares del disco. Sin embargo, dos años más tarde, en 1940, ya comenzada la Segunda Guerra Mundial, un suboficial de una compañía acorazada alemana de reconocimiento que tenía el disco la dejó oír un día en una reunión informal en el cuartel y gustó tanto a sus compañeros que fue adoptada como canción de la compañía. El grupo fue destinado en la primavera de 1941 al frente del norte de África, formando parte del Afrika Korps, el cuerpo de ejército comandado por el Mariscal de campo Erwin Rommel.
Uno de los oficiales de la compañía, el teniente Karl Heinz Reintgen, había sido destinado antes a Belgrado (Yugoslavia) para hacerse cargo de la dirección de la emisora militar de esta ciudad y se llevó consigo el disco de Lilí Marleen. Desde allí emitió la canción por primera vez el 18 de agosto de 1941, dedicándola a sus compañeros que se encontraban en el desierto norteafricano. A Rommel le gustó mucho la composición y pidió que se incluyera habitualmente en las emisiones de la radio. Empezó a tener un gran éxito y desde todos los frentes llegaron peticiones para que se emitiera, de modo que la emisora comenzó a radiarla todos los días a las 21 horas 57 minutos, como cierre de su programación. Debido a la potencia de la emisora, los soldados aliados también escucharon la canción y el tema fue adoptado en ambos frentes. Así, los soldados alemanes se sorprendieron cuando al hacer prisioneros enemigos comprobaban que conocían la canción.
El éxito de la canción llamó la atención del Ministro de Propaganda Nazi Joseph Goebbels Tras escucharla, su sentencia fue negativa, ya que consideró que únicamente podía influir de forma negativa en la moral de las tropas y ordenó que fuera eliminada del repertorio de la emisora. Las protestas de los soldados fueron tales que Radio Belgrado tuvo que mantenerla en antena, pese a la opinión del Ministro, y siguió emitiéndose todas las noches.

### Intérpretes durante la guerra
Ya antes del final de la guerra, el tema se tradujo a otros idiomas y fue interpretado por diversos cantantes, tanto hombres como mujeres, convirtiéndose en la canción de guerra más popular hasta hoy conocida.
En alemán, además de por Lale Andersen, fue interpretada por Willy Fritsch, el Heyn Quartett, el coro de la Wehrmacht y Mimi Thoma.
En inglés fue cantada por la misma Lale Andersen en 1942. En 1943, la BBC emitió una versión paródica en contra de Hitler cantada por Lucy Mannheim y con la misma música de Schultze pero con una letra, reducida de cinco a cuatro estrofas, de autor desconocido. En 1944 fue cantada por Anne Shelton y posteriormente por Vera Lynn, cuya versión se radiaba desde la BBC de Londres en transmisiones para el ejército aliado. El VIII Ejército británico adoptó la canción, que comenzó a cantarse en cuarteles y hospitales militares. Ese mismo año, la versión del cantante Perry Como ocupó el puesto n.º 13 en el ranking de los Estados Unidos. 
En 1945, la actriz y cantante Marlene Dietrich también grabó una versión en inglés, que citó en la película Vencedores o vencidos (1961) y que se convirtió en uno de los temas clásicos de su repertorio durante sus espectáculos como cantante a lo largo de 20 años (1953-75).
En francés fue cantada por Suzy Solidor; en italiano por Milly y Meme Bianchi; en húngaro por Ilona Nagykovácsi; en finés por Georg Malmsten (1942) y en danés por Lou Bandy (1942).

### Letra
La letra original en alemán de Hans Leip es la siguiente:
| Vor der Kaserne Vor dem großen Tor Stand eine Laterne Und steht sie noch davor So woll'n wir uns wieder seh'n Bei der Laterne woll'n wir steh'n Wie einst Lili Marleen. Unsere beide Schatten Sah'n wie einer aus Daß wir so lieb uns hatten Das sah man gleich daraus Und alle Leute soll'n seh'n Wenn wir bei der Laterne steh'n Wie einst Lili Marleen. Schon rief der Posten, Sie blasen Zapfenstreich Das kann drei Tage kosten Kam'rad, ich komm sogleich Da sagten wir auf Wiedersehen Wie gerne wollt ich mit dir geh'n Mit dir Lili Marleen. | Deine Schritte kennt sie, Deinen schönen Gang Alle Abend brennt sie, Doch mich vergaß sie lang Und sollte mir ein Leid gescheh'n Wer wird bei der Laterne stehen Mit dir Lili Marleen? Aus dem stillen Raume, Aus der Erde Grund Hebt mich wie im Traume Dein verliebter Mund Wenn sich die späten Nebel drehn Werd' ich bei der Laterne steh'n Wie einst Lili Marleen. |  |

La letra traducida al español:
| Frente al cuartel, delante del portón, había una farola, y aún está allí. Allí volveremos a encontrarnos, bajo la farola estaremos. Como antes, Lili Marleen. Nuestras dos sombras parecían una sola. Nos queríamos tanto que daba esa impresión. Y toda la gente lo verá, cuando estemos bajo la farola. Como antes, Lili Marleen. Pronto llama el centinela "Están pasando revista. Esto te puede costar tres días." Camarada, ya voy. Entonces nos decíamos adiós. Me habría ido encantado contigo Contigo, Lili Marleen. | Ella conocía tus pasos tu elegante andar, todas las tardes ardía aunque ya me haya olvidado. Y si me pasara algo ¿Quién se pondría bajo la farola Contigo?, Lili Marleen. Desde el espacio silencioso Desde el nivel del suelo Me elevan como en un sueño tus adorables labios. Cuando la niebla nocturna se arremoline yo estaré en la farola Como antes, Lili Marleen. |  |

## Versiones posteriores y repercusión
Después de la Segunda Guerra Mundial, la ya muy popular canción fue adoptada por un gran número de ejércitos de todo el mundo, en versión cantada o adaptada como marcha. En unos casos se tradujo el texto y en otros se adaptó con nuevas letras acordes con la realidad militar de cada ejército. Así, entre otros muchos, existen versiones en alemán, danés, francés, español, estonio, italiano, polaco, latín, finés, ruso o húngaro. Se dice que pudo haberse traducido a más de 48 idiomas. La compañía discográfica Bear Family publicó una caja de siete CD con 195 versiones de la canción.
En cuanto al éxito de la canción, Lale Andersen, refiriéndose al porqué de que fuera tan apreciada por los soldados de ambos bandos durante la guerra, dijo poéticamente «¿Acaso puede el viento explicar cómo se convirtió en tempestad?».
En 1980, el director alemán Rainer Werner Fassbinder dirigió una versión cinematográfica, muy novelada, de la historia de Lili Marleen, protagonizada por Hanna Schygulla y Giancarlo Giannini.

### Versiones en español
Ya durante la Segunda Guerra Mundial, Lili Marleen fue versionada en español por los soldados de la División Azul.
Posteriormente, muchos grupos de música pop y rock la han grabado, como, por ejemplo, Olé Olé (1986), Derribos Arias o el grupo de punk-rock Interterror, que en 1983 publicó una adaptación irreverente de la canción que se convirtió en su mayor éxito. En 2007, otro grupo de punk español, Los Muertos de Cristo, de ideología anarquista, incluyó una versión del tema en el que fue su último disco de estudio, Rapsodia Libertaria. Volumen II. La banda Ni Por Favor Ni Ostias, también punk, utilizó una versión instrumental del tema como introducción para algunos de sus conciertos, que luego grabaron en CD. El grupo Arma Blanca toca igualmente una versión de la canción, así como Prisionero n.º 7 en el disco Somos como somos (2008). Síndrome de Abstinencia realizaron una canción sobre el tema llamada Adiós Lili Marlen. Y desde hace varios años, los conciertos del español Joaquín Sabina suelen tener como preámbulo unos versos del tema, cantados por Pancho Varona. En 2009 en los títulos finales del filme Mal día para pescar suena una versión realizada por el grupo uruguayo Sybilla Vaine, con el cantante de Buenos Muchachos, Pedro Dalton, como invitado. El mismo grupo haría una nueva versión en su álbum debut.
La película gallega Crebinsky (2011) incluye una versión de la canción en castellano.

### Versiones Chilenas
La Escuela Naval Arturo Prat suele interpretar una versión adaptada al español de esta canción en los desfiles y ceremonias militares durante el día de las glorias navales y otras fechas.
Hasta ahora no hay mucha información sobre como llegó esta canción a Chile pero igualmente existen algunas grabaciones de las fuerzas armadas de Chile interpretando esta canción.
 Una de las primeras grabaciones de esta canción interpretada por alguna de las fuerzas armadas de Chile fue una versión grabada por la Banda de Concierto de la Armada de Chile (dirigida por Francisco Moreno Marco durante la grabación) junto con un coro de cadetes de la Escuela Naval Arturo Prat, Esta versión adaptada al español se publicó por primera vez en 1970 en un Álbum en formato de disco de vinilo LP llamado "Rumbo a Puerto".
 En 1974 la banda de concierto del Ejército de Chile (dirigida por el teniente coronel Jorge Fernando Castro Castro durante la grabación) junto con un coro de la Escuela de Suboficiales del Ejército de Chile publicarían un álbum en formato de disco de vinilo LP llamado "Libre" en el cual se podía encontrar esta canción adaptada al español.
En 1976 la banda instrumental de la escuela militar (Banda dirigida por el teniente (B) Arturo Rubio Salazar durante la grabación) junto con un coro de la escuela militar (coro dirigido por el profesor Sergio Acuña Maureira durante la grabación) publicarían un álbum en formato de disco de vinilo LP llamado "Canto A La Patria" en el cual se podía encontrar esta canción adaptada al español.
 En el año 2002 el cuerpo de infantería de marina de chile grabaría un CD de Himnos y Marchas militares en el cual se podía encontrar una versión adaptada al español y mucha más moderna de esta canción.